# Siergiej Diemurin
Siergiej Diemurin (ros. Сергей Демурин; uzb. Sergey Demurin; ur. 11 lipca 1965 w Ust´-Kamienogorsku) – uzbecki koszykarz występujący na pozycjach silnego skrzydłowego lub środkowego. Reprezentant kraju. Posiada również kazachskie i rosyjskie obywatelstwo.
Diemurin w latach 1992–1995 grał w Zastalu Zielona Góra. W barwach tej drużyny w ciągu 3 sezonów wystąpił w 82 meczach Polskiej Ligi Koszykówki, zdobywając w nich w sumie 986 punktów. W okresie gry w Polsce należał do podstawowych zawodników zielonogórskiego klubu. W sezonie 1993/1994 nie występował w drugiej części sezonu z powodu poważnego zapalenia otrzewnej, jakiego doznał w wyniku wcześniejszego braku leczenia zapalenia wyrostka robaczkowego.
Diemurin występował również między innymi w Rosji (Dinamo Stawropol, Sacha-Jakutija Jakuck), Bułgarii (Tundża Jamboł) i Chinach (Jin Qiang Sichuan). Karierę zakończył w 2008 roku, po 2 sezonach występów w kazachskim BK Kapszagaj.
Diemurin był także reprezentantem Uzbekistanu seniorów. W 2001 roku został powołany na turniej finałowy mistrzostw Azji. Z reprezentacją swojego kraju zajął w nim 9. miejsce, będąc jej podstawowym zawodnikiem. Podczas tego turnieju kilkukrotnie uzyskał także double-double.